# دوري آيسلندا الممتاز 1918
دوري آيسلندا الممتاز 1918 (بالآيسلندية: Efsta deild karla í knattspyrnu 1918)‏ هو الموسم 7 من  دوري آيسلندا الممتاز. الذي يشرف على تنظيمه اتحاد آيسلندا لكرة القدم، وكان عدد الأندية المشاركة فيه  4، وفاز فيه نادي فرام.